# Harry Forbes (lekkoatleta)
Harry John Forbes (ur. 19 marca 1913 w Birmingham, zm. w styczniu 1988 tamże) – brytyjski lekkoatleta, chodziarz, wicemistrz Europy z 1946.
Zdobył srebrny medal w chodzie na 50 kilometrów na mistrzostwach Europy w 1946 w Oslo, przegrywając tylko z Johnem Ljunggrenem ze Szwecji, a wyprzedzając swego kolegę z reprezentacji Wielkiej Brytanii Charlesa Megnina.
Był mistrzem Wielkiej Brytanii (RWA) w chodzie na 20 mil w 1946 i 1947 oraz w chodzie na 50 kilometrów w 1947.
Rekord życiowy Forbesa w chodzie na 50 kilometrów wynosił  4:40:06, ustanowiony 12 lutego 1947 w Eastleigh.